# Sacra Rota di Macerata
La Sacra Rota di Macerata fu un tribunale di antico regime nato con la bolla pontificia Romanus Pontifix del 15 marzo 1589 con cui papa Sisto V volle istituire «unum Tribunal Rotam nuncupandum» a Macerata. La sua funzione fu quella di corte centrale per le Marche. Con la sua istituzione si volle eliminare la maggior parte dei molti tribunali, anche ecclesiastici, già presenti nella regione. La sua giurisdizione era assoluta sia i campo penale e civile anche se alcuni conflitti di competenza potevano verificarsi con il tribunale della Sacra Rota Romana superiore a qualsiasi altro tribunale in materia di diritto ecclesiastico. Oltre a quello romano, il tribunale di Macerata fu l'unica Rota a potersi fregiare del titolo di "Sacra" in quanto trattava materie ecclesiastiche e con modalità simili a quelle che si praticavano a Roma.
La sua composizione era fissata a 5 giudici, che prendevano il nome di "uditori", tutti esperti in utrumque ius (cioè sia in diritto comune che in diritto canonico), chierici e celibi. Quattro di essi venivano designati dal pontefice tramite la Camera apostolica, il quinto veniva eletto dal Consiglio di Credenza di Macerata.
Gli uditori rimanevano in carica per cinque anni e non potevano essere rieletti se non dopo almeno un anno dalla fine del quinquennio. Durante il loro ufficio erano sottoposti a diversi obblighi (come non ricevere doni, vestire da abati, vivere nello stesso palazzo) ma godevano anche di ampi potere e privilegi.